# 波焦多莫
波焦多莫（義大利語：Poggiodomo），是意大利佩鲁贾省的一个市镇。总面积40.01平方公里，人口135人，人口密度3.7人/平方公里（2012年）。ISTAT代码为054042。